# Tytus Brandsma
Tytus Brandsma, właśc. Siard Brandsma, nid. Anno Sjoerd Brandsma (ur. 23 lutego 1881 w Oegeklooster koło Bolswardu we Fryzji, zm. 26 lipca 1942 w Dachau) – holenderski zakonnik, franciszkanin (OFM), karmelita (OCarm), filozof, nauczyciel akademicki, dziennikarz, tłumacz, ojciec duchowy holenderskich dziennikarzy, asystent kościelny czasopism wydawanych w ówczesnej Holandii, święty Kościoła katolickiego, esperantysta.

## Życiorys
Urodził się jako syn hodowcy krów Tytusa Brandsma i Tjitsje Postma. W wieku jedenastu lat wstąpił do franciszkańskiego seminarium w Megen. Z uwagi na wątłe zdrowie i zbyt surową regułę życia zakonnego przeniósł się do opactwa karmelitów w Boxmeer (1898), założonego w 1652 w Brabancji Północnej. Tu przyjął imię ojca Tytus i złożył śluby zakonne (1899). W 1905 roku przyjął święcenia kapłańskie. Studiował na Papieskim Uniwersytecie Gregoriańskim i uzyskał doktorat z filozofii (1909). Był wykładowcą filozofii na uniwersytecie w Oss i Nijmegen (1923), przy czym w roku akademickim 1923/1924 był rektorem ostatniego. Założył katolicką bibliotekę publiczną i czasopismo o tematyce maryjnej, którego był redaktorem naczelnym.
Występował otwarcie (od 1934) przeciw faszyzmowi i ideologii nazistowskiej. W czasie II wojny światowej, po zajęciu Holandii przez Niemcy (1940) sprzeciwiał się antyżydowskim rozporządzeniom.
W styczniu 1942 roku Tytus Brandsma został aresztowany, przenoszony z więzienia do więzienia i osadzony w obozie koncentracyjnym w Dachau (kwiecień 1942). W celu złamania jego oporu moralnego przeciw nazistom, traktowany był w sposób brutalny, poniewierany i zmuszany do ciężkich robót. Opadłszy z sił został przeniesiony do szpitala na terenie obozu, gdzie podano mu 26 lipca zastrzyk z trucizną (fenolem), a ciało spalono w krematorium.

## Kult
Tytus został beatyfikowany 3 listopada 1985 roku przez papieża Jana Pawła II. 25 listopada 2021 papież Franciszek podpisał dekret uznający cud za wstawiennictwem błogosławionego, co otwiera drogę do jego kanonizacji, a data jego wyniesienia została ogłoszona 4 marca 2022 podczas konsystorza.
15 maja 2022, podczas uroczystej mszy św. na placu świętego Piotra, papież Franciszek dokonał pierwszej od czasu pandemii COVID-19 i pierwszej od października 2019 kanonizacji bł. Tytusa Brandsma i dziewięciu innych błogosławionych, wpisując go w poczet świętych Kościoła katolickiego.
W 2005 roku mieszkańcy Nijmegen uznali Tytusa Brandsmana za największego spośród ludzi żyjących w tym mieście i poświęcili kościół ku jego czci. Z kolei w Bolswardzie znajduje się muzeum jego imienia.
Wspomnienie liturgiczne obchodzone jest w dzienną pamiątkę śmierci (26 lipca).